# Quagmire's Quagmire
Quagmire's Quagmire (titulado La pesadilla de Quagmire en Hispanoamérica y España) es el tercer episodio de la duodécima temporada y el número 213 en general de la serie de televisión animada de comedia Padre de familia. Se estrenó originalmente por FOX el 3 de noviembre de 2013 en Estados Unidos. El episodio fue escrito por Cherry Chevapravatdumrong y dirigido por Pete Michels.

## Argumento
Peter y Joe acompañan a Quagmire a comprar una Computadora portátil. Más tarde, Quagmire comienza a molestar a Peter pidiéndole ayuda para subir las fotos de su gato a internet. Poco después, totalmente enojado se dirige a la tienda donde compró su computadora. Ahí la mujer que lo atiende detecta el error en una página pornográfica que alberga muchos virus, así mismo le recomienda otra página que no tiene riesgos de virus: Quagmire queda fascinado al ver que a la mujer le gusta la pornografía, así que la invita a cenar y ella acepta. En el restaurante, la mujer llamada Sonya y Quagmire comienzan a conocer los gustos que tienen en común ambos. Al día siguiente, Sonya despierta a Quagmire con un desayuno en la cama. Él nota que estaba esposado de un brazo a la cama, Sonya lo libera y le revela que lo drogó, motivo por el cual él no recuerda lo que le sucedió la noche anterior. Lejos de enojarse, Quagmire comienza a sentirse mejor con ella, pues cada vez más ambos congenian. En la almeja borracha, Quagmire le cuenta a Joe y Peter lo maravilloso que se lo pasan con Sonya. Peter le recomienda no apresurarse con esa relación. Sonya y Quagmire comienzan a tener una serie de aventuras sexuales en diferentes lugares, pero pronto Quagmire se incómoda con las ideas pervertidas de Sonya. En la almeja borracha, tanto Joe como Peter se preocupan al ver que Quagmire llega golpeado, sin embargo él admite que todo va bien en su relación (disimulando por tener miedo de que Sonya le haya colocado un micrófono). Al salir, Quagmire estaba dispuesto a marcharse en su automóvil, pero Sonya aparece y le pide que tengan sexo, no obstante, Quagmire disimuladamente le rechaza, motivo por el cual ella se enoja comienza a golpearlo y lo encadena con unas esposas. Sonya lo golpea tan fuerte que él es incapaz de defenderse, por tal, lo mete dentro de la cajuela y se marcha. 
Al día siguiente, el padre de Quagmire, Ida, visita a Peter preocupado por la ausencia de su hijo, ahí mismo llega Joe con la misma preocupación, allí los tres corren en búsqueda de Quagmire. Por horas, buscan en los lugares donde más frecuenta ir Quagmire, pero no logran tener éxito. Un señor les comenta que Sonya tiene una guarida secreta en un pabellón de bodegas donde ella lleva a todos sus objetos sexuales. Peter, Joe y Ida logran entrar y efectivamente estaba ahí, pero antes de liberar a Quagmire, Sonya los descubre y que después de forcejear con Joe, logra arrebatarle su arma de fuego. Sonya amenaza con dispararle si se acercaba más, pero Joe no le hacía caso y se acercó, cuando Sonya estaba dispuesta a dispararle descubre que no estaba cargada, momento que aprovecha Joe para esposarla. En la almeja borracha, Quagmire agradece a Joe y Peter el haberle salvado la vida. 
Mientras tanto, en el ático de la casa Griffin, la familia revisa las cosas guardadas ahí, Lois encuentra el primer oso de peluche de Stewie, Óscar. Lois le recomienda que se lo quede, pero Stewie lo rechaza. Más tarde, Stewie confiesa a Brian el querer todavía a su primer oso, Óscar, pero no puede regresar con él con el compromiso y relación que tiene con Rupert. Tiempo después, mientras Brian camina por la casa, logra ver que alguien subió al ático, al subir a averiguar quien es, descubre a Stewie tomando el té con Óscar, al ver que Brian los descubre, Stewie se pone muy nervioso, suplicándole que no le diga a Rupert, para poder tranquilizarlo, Brian acepta. Mientras ve televisión, Brian escucha una discusión entre Rupert y Stewie. Cuando Brian le pregunta a Stewie el motivo de su pelea, este dice estar harto de Rupert, motivo por el cual se lo regala. Después mientras pasea con Óscar, Stewie se enoja al ver como Brian juega con Rupert, motivo por el cual se lo arrebata y se lo lleva. Por la noche, Brian se dirige a la habitación de Stewie y lo encuentra a él junto con Rupert en una silla, ahí le pide a Rupert que escoja con quien quedarse de ellos dos. Por casualidad, Rupert cae del lado de Stewie, él emocionado se disculpa por haber regresado con Óscar. Brian indiferente se marcha de ahí. Stewie se pregunta cómo habrá tomado la noticia Óscar, una imagen revela que se colgó en el ático frente a un retrato grande de Stewie.

## Recepción

### Audiencia
El episodio fue visto por 4.87 millones de televidentes en su estreno original por FOX, convirtiéndose en el programa más visto de la dominación de la animación de la noche, ganando a American Dad!, Bob's Burgers y Los Simpson.

### Recepción crítica
Eric thurm de The A.V. Club calificó el episodio con una B+.